# Баландинский сельсовет
Баландинский сельсовет — сельское поселение в Асекеевском районе Оренбургской области Российской Федерации.
Административный центр — село Баландино.

## История
9 марта 2005 года в соответствии с законом Оренбургской области № 1893/321-III-ОЗ образовано сельское поселение Баландинский сельсовет, установлены границы муниципального образования.

## Население
| 2010 | 2012 | 2013 | 2014 | 2015 | 2016 | 2017 |
| ---- | ---- | ---- | ---- | ---- | ---- | ---- |
| 599  | ↘554 | ↘519 | ↘496 | ↘470 | ↘446 | →446 |
| 2018 | 2019 | 2020 | 2021 |      |      |      |
| ↘434 | ↘424 | ↘416 | ↘407 |      |      |      |

## Состав сельского поселения
| № | Населённый пункт | Тип населённого пункта       | Население |
| - | ---------------- | ---------------------------- | --------- |
| 1 | Баландино        | село, административный центр | 523       |
| 2 | Казанка          | деревня                      | 76        |